# Al-Khwârizmî
Pour les articles homonymes, voir Al-Khwârizmî (homonymie).
Ne pas confondre avec Muhammad ibn Ahmad al-Khwarizmi, auteur de Mafâtih al-'Olum (Les clés des sciences).
Cette page contient des caractères spéciaux ou non latins. S’ils s’affichent mal (▯, ?, etc.), consultez la page d’aide Unicode.
Muḥammad ibn Mūsā al-Khwārizmī (en arabe : محمد بن موسى الخوارزمي), généralement appelé Al-Khwârizmî, latinisé en Algoritmi ou Algorizmi, né dans les années 780, probablement à Khiva dans la région du Khwarezm (d'où il prend son nom), dans l'actuel Ouzbékistan, mort vers 850 à Bagdad, est un mathématicien, géographe, astrologue et astronome persan,, membre de la Maison de la sagesse de Bagdad. Ses écrits, rédigés en langue arabe, puis traduits en latin à partir du XIIe siècle, ont permis l'introduction de l'algèbre en Europe. Sa vie s'est déroulée en totalité à l'époque de la dynastie abbasside.
Son nom latinisé est à l’origine du mot algorithme et le titre de l'un de ses ouvrages (Abrégé du calcul par la restauration et la comparaison) est à l'origine du mot algèbre, discipline mathématique connue depuis l’antiquité.
L'utilisation des chiffres arabes et leur diffusion dans le Moyen-Orient et en Europe serait dues à un autre de ses livres nommé Traité du système de numération des Indiens qui fut diffusé via la langue arabe dans tout l'empire abbasside. Al-Khawarizmi a classifié les algorithmes existants, en particulier selon leurs critères de terminaison, mais ne les a pas inventés.
L'algorithme le plus connu du monde est celui d'Euclide, au programme d'enseignement de tous les pays.
Les premiers algorithmes répertoriés ont été retrouvés dans des régions qui les utilisaient pour des applications pratiques (mesures, transactions commerciales, architecture...), à Babylone.

## Biographie
Il est probablement né à Khiva (v. 780). Dans certaines biographies, on trouve la version de l'historien Muhammad ibn Jarir al-Tabari (838-923), qui lui ajoute un « Al-Qutrubulli », qui signifie que ses ancêtres étaient originaires du Khwarezm, mais que lui-même était né à Qutrubull, une petite localité près de Bagdad. Des études fiables situent sa famille dans la communauté venant du Khwarezm et on peut le considérer comme un mathématicien arabisé, plutôt que comme un mathématicien arabe. Les événements de la vie d’Al-Khwârismî sont peu connus, mais il existe de nombreuses traces de ses travaux scientifiques. Mathématicien, historien et géographe, considéré parfois comme « le père de l’algèbre et le premier vulgarisateur du système décimal positionnel » (qu’il emprunte à la culture indienne), il est, de son vivant, connu en tant qu’astronome. Il meurt vers 850.

## Travaux

### Mathématiques

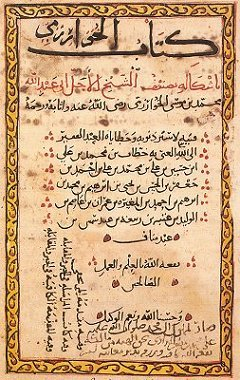
Première page du Kitāb al-mukhtaṣar fī ḥisāb al-jabr wa-l-muqābala.

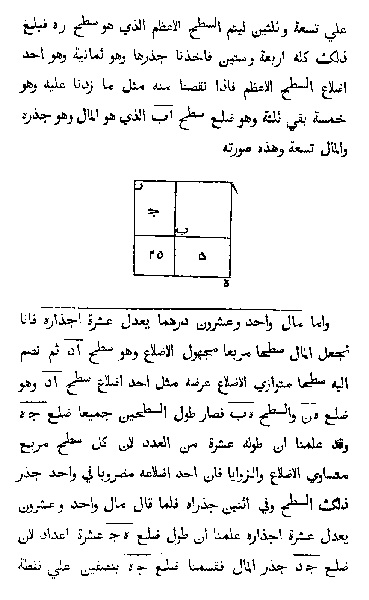
Méthode de complétion du carré, ici présentée dans l’ouvrage The Algebra of Mohammed ben Musa

Al-Khwârismî est l'auteur de plusieurs ouvrages de mathématiques. Le plus célèbre, intitulé Kitābu 'l-mukhtaṣar fī ḥisābi 'l-jabr wa'l-muqābalah (كتاب المختصر في حساب الجبر والمقابلة), ou Abrégé du calcul par la restauration et la comparaison, publié sous le règne d'Al-Ma’mūn (813-833), « est considéré comme le premier manuel d'algèbre ». Ce livre contient six chapitres. Il ne contient aucun chiffre. Toutes les équations sont exprimées avec des mots. Le carré de l'inconnue est nommé « le carré » ou mâl, l'inconnue est « la chose » ou shay (šay), la racine est le jidhr, la constante est le dirham ou adǎd. Al-Khwârismî définit ainsi six équations canoniques auxquelles peuvent être ramenés les problèmes concrets d'héritage, d'arpentage des terres, ou de transactions commerciales. Par exemple, l'équation « des biens sont égaux aux racines » équivaudrait de nos jours à une équation de la forme {\displaystyle ax^{2}=bx}.
Le titre de l'œuvre est fondé sur deux mots. Le premier terme, al-jabr, qui est repris par les Européens et devient plus tard le mot algèbre, signifie « restauration » ou — ce qui signifie la même chose — transposition des termes d'une équation. Par exemple, pour résoudre 4x² - 5x + 7 = 15, au moyen du concept d'« algèbre », il faut que 4x² - 5x + 5x + 7 = 15 + 5x , donc 4x² + 7 = 15 + 5x. D'autre part, la « muqabala », ou opposition (ou encore « réduction »), est ce qui permet de réduire l'équation, en simplifiant les termes homologues : 4x² = 8 + 5x.
Diophante d'Alexandrie, considéré comme le « précurseur de l'algèbre », n’est probablement pas connu d'Al-Khwârismî. En effet, la première traduction en arabe des Arithmétiques n'apparaît que plusieurs décennies après l'Abrégé du calcul par la restauration et la comparaison, à la fin du IXe siècle, soit près de cinquante ans après la mort d'Al-Khwârismî. Ainsi, son apport avec ce « premier manuel » est tel qu'il conduit parfois à considérer Al-Khwârismî comme « le père de l'algèbre, ».
Un autre ouvrage, dont l'original en arabe a disparu, Kitābu 'l-ĵāmi` wa 't-tafrīq bi-ḥisābi 'l-Hind (كتاب الجامع و التفريق بحساب الهند, Livre de l'addition et de la soustraction d'après le calcul indien), décrit le système de numération décimale qu'il a observé chez les Indiens. Il est le vecteur de la diffusion de ces chiffres dans le Moyen-Orient et dans le califat de Cordoue.
Vers la fin du XIe siècle, avec la Reconquista, les chrétiens reprennent aux musulmans des territoires. Ils gagnent ainsi accès à de nombreux manuscrits, notamment scientifiques. Par la suite, c'est surtout au XIIe siècle que de nombreux textes sont traduits de l'arabe au latin.
Parmi ces traductions, il nous reste quatre adaptations en latin du livre d'Al-Khwarizmi sur les chiffres indiens. Ces adaptations datent au moins en partie du XIIe siècle. Il n'y a pas de consensus sur les auteurs de ces textes. En Occident, cette version des chiffres indiens deviendra connue sous le nom de chiffres arabes, vu leur transmission via le monde arabo-musulman.

### Astronomie

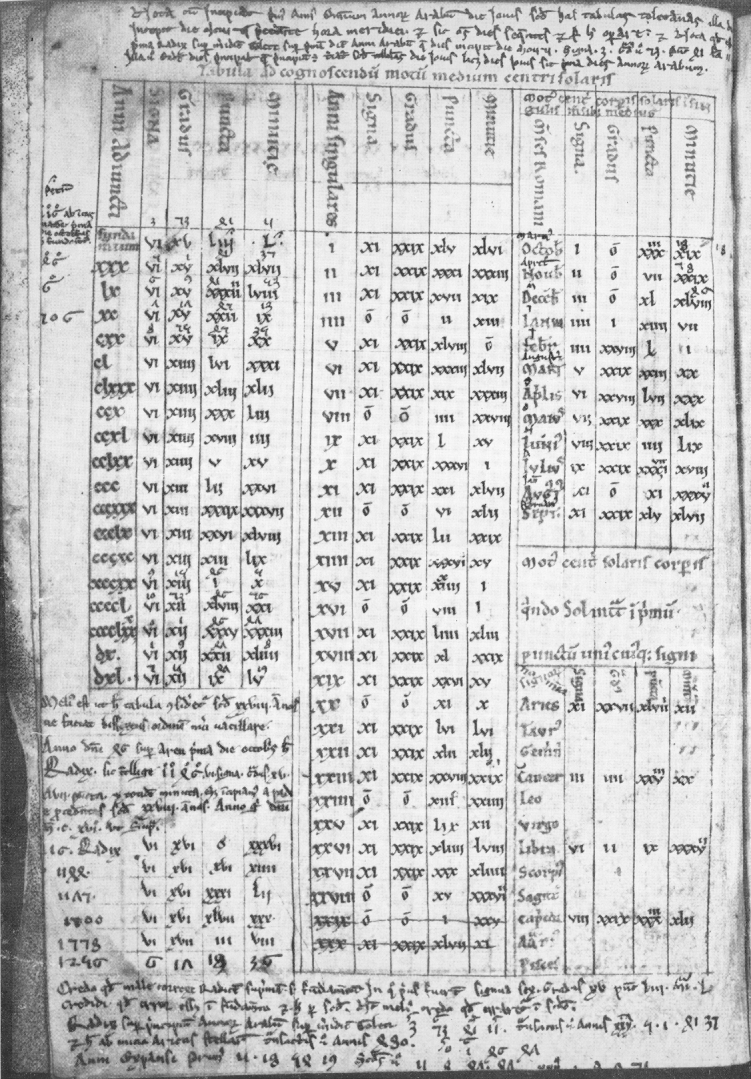
Tables astronomiques d'al-Khwārizmī.

Al-Khwârismî est l'auteur d'un zij, paru en 830, connu sous le nom de Zīj al-Sindhind (Tables indiennes). Ces tables, composées sous le règne d'Al-Ma'mūn, sont une compilation de sources indiennes et grecques. Certains éléments des Tables faciles de Ptolémée y sont repris. Les méthodes de calcul, notamment l'utilisation du sinus sont inspirées des Indiens et se fondent sur un ouvrage indien offert, en 773, au calife Al-Mansur et traduit par Muhammad al-Fazari. Elles s'appuient sur le calendrier persan et prennent pour origine des longitudes le méridien d'Arim. Ces tables sont les plus anciennes tables du monde arabe qui nous soient parvenues,. De tradition indienne, c'est-à-dire présentant des techniques de calculs, sans théorie planétaire, elles auront une grande influence dans la constitution des tables astronomiques de l'Occident arabe.
Il est aussi l'auteur de trois ouvrages consacrés à des instruments : un ouvrage mineur sur le cadran solaire, un livre sur la réalisation de l'astrolabe et un livre sur l'utilisation de l'astrolabe.
Son ouvrage sur le calendrier juif est un des plus anciens exposé sur le sujet. Il y expose le découpage de l'année, la position des étoiles à certaines moments clefs. Il est en outre l'auteur des premières tables connues pour régler les heures des prières de la journée.
Comme de nombreux astronomes de cette époque, Al-Khwârizmî est aussi astrologue. Selon l'historien Tabari, Al-Khwârizmî a prédit, avec un groupe d'astrologues, la longue durée de vie du calife (et les cinquante ans qui lui restent à vivre) alors que ce dernier meurt dix jours après la prédiction.

### Histoire et géographie

Reconstitution par Hubert Daunicht de la section de la carte du monde d'al-Khwārizmī concernant l'océan Indien, dont la Queue du Dragon (ouverture orientale hypothétique de l'océan Indien) qui n'existe pas dans la description de Ptolémée.

Son Traité de Géographie est inspiré de celui de Ptolémée, enrichi par les rapports des marchands arabes en ce qui concerne le monde islamique. Il y donne la longitude et latitude de points remarquables du monde connu (villes, montagnes, îles, etc.) Il aurait aussi écrit une chronique historique de son époque, qui ne nous est connue que par les références qu'y font des historiens plus récents.

## Postérité

### Dans le monde islamique
Les écrits d'Al-Khwârismî se répandent dans le monde arabe. Son Abrégé du calcul par la restauration et la comparaison sert de fondement au développement des mathématiques par les algébristes postérieurs. Ses tables astronomiques sont utilisées jusqu'en Andalousie sous le règne d'Abd al-Rahman II.
Le mathématicien arabe qui, à la suite d'Al-Khwârismî, consacre son œuvre à l'algèbre, est l'Égyptien Abu Kamil, entre le milieu du IXe siècle et le milieu du Xe siècle. Il reconnaît que, un siècle après son modèle, aucun ouvrage d'algèbre ne l'a surpassé. L'Algèbre d'Abu Kamil est un ouvrage destiné à un public d'experts en mathématiques, et tout en reconnaissant la valeur du legs d'Al-Khwârismî, son auteur présente son propre travail comme supérieur à celui de son prédécesseur. À la fin du Xe siècle et au début du XIe siècle, le mathématicien persan Al-Karaji franchit une nouvelle étape dans l'histoire de l'algèbre : il la détache de la géométrie — ce que ni Al-Khwârismî ni Abu Kamil n'avaient pu faire — dans ses ouvrages intitulés Gloire de l'algèbre et de la muqabala et Merveilles du calcul. Ensuite, la grande étape franchie par l'algèbre musulmane est la résolution de l'équation cubique. Dans le domaine des mathématiques, le poète et mathématicien persan Omar Khayyam (1048?-1131) a écrit plusieurs ouvrages. Le plus important est un traité d'arithmétique qui inclut un algorithme de calcul de la racine n-ième de n'importe quel nombre.

### En Occident
Au Moyen Âge, la première partie de l'œuvre d'Al-Khwârismî est traduite en latin au moins à trois occasions. La première traduction est faite par l'Anglais Robert de Chester, à Ségovie, vers l'an 1145. Un peu plus tard, Gérard de Crémone en fait une à Tolède, et la troisième est attribuée à l'Italien Guillaume de Luna,.
L'Occident latin prend alors connaissance de l'œuvre. La traduction de son Livre de l'addition et de la soustraction d'après le calcul indien apparaît en Europe, mâtinée d'autres sources comme Boèce ou Nicomaque de Gérase, sous de nombreuses versions et plusieurs titres : Dixit Algorizmi, (un des plus anciens), Liber Ysagogarum Alchorismi, Liber Alchorismi. Si l'on excepte le Dixit Algorizmi, il est possible que les termes alchorismus, algorismus, algoarismus, que l'on trouve au milieu du XIIe siècle désigne déjà la méthode de calcul indien avec les 9 chiffres et le zéro. Ce terme francisé en algorisme puis algorithme va désigner par la suite un « mécanisme réglant le fonctionnement de la pensée organisée ».
La méthode de résolution des équations par restauration et comparaison (al-jabr et al-muqabala) est reprise par les savants arabes et arrive en Europe par de nombreuses sources. Dès le début du XIIe siècle, on sait que l'on peut résoudre les équations par al-jabr et al-muqabala. Robert de Chester traduit partiellement vers 1145 le livre d'Al-Khwârismî (il ne traduit ni les problèmes d'arpentages et d'héritage, ni les problèmes relevant de l'analyse diophantienne). Mais celui qui popularise la méthode, sous le nom de secundum modum algebre et almuchabale, est Fibonacci, en 1202, dans son Liber Abaci.
Ses Tables astronomiques, reprises par l'astronome d'Espagne Maslama al-Mayriti, puis traduites vers 1126 par Adelard de Bath, sont une des trois sources arabes principales ayant servi à l'initiation des astronomes latins. Elles entrent pour une part dans la constitution des Tables de Tolède qui auront une grande influence sur l'astronomie européenne du XIIIe siècle.

## Hommages
En hommage à ses travaux, plusieurs objets astronomiques portent son nom :
- le cratère Al-Khwârizmî ;
- deux astéroïdes : (11156) Al-Khwârizmî et (13498) Al Khwârizmî.

## Œuvres
- A. Allard (édi.), Muhammad ibn Mûsâ al-Khwârizmî, Le calcul indien (algorismus). Histoire des textes, édition critique, traduction et commentaire, Paris, Blanchard, 1992.
- al-Khwârizmî, Le commencement de l'algèbre, trad. Roshdi Rashed, Blanchard, coll. « Sciences dans l'histoire », 2007.
- Al-Khwârizmî, Le calcul indien.